# Copa Centenario de la AFA
La Copa Centenario  o Torneo Centenario de la AFA  fue una copa nacional oficial no regular organizada por la Asociación del Fútbol Argentino, por única vez y en 1993, en conmemoración del centenario de su fundación.
El campeón del certamen fue el Club de Gimnasia y Esgrima La Plata, que derrotó en la final al Club Atlético River Plate, el 30 de enero de 1994.
La competencia comenzó a disputarse el 3 de junio de 1993, durante el receso invernal y tras la finalización del Torneo Clausura de ese año.
Tras ganar la final, Gimnasia viajó a Japón para enfrentar al campeón de ese país, Verdy Kawasaki, por la Copa Sanwa Bank, organizada por la Asociación Japonesa de Fútbol. El encuentro se disputó en Tokio y finalizó igualado 2-2, aunque el equipo japonés se quedó con el trofeo, de carácter amistoso, en la definición por penales (4-2).

## Sistema de disputa
La Copa Centenario fue disputada por 18 equipos de Primera División que participaron en la temporada 1992-93, exceptuando a los dos clubes descendidos al final del certamen: Talleres de Córdoba y San Martín de Tucumán.
En la primera fase, se disputaron partidos de ida y vuelta, emparejados, en su mayoría, según los enfrentamientos clásicos del fútbol argentino. A partir de allí, se jugaron dos rondas (de ganadores y perdedores) bajo el sistema de doble eliminación.
El ganador de la ronda de ganadores contaba con el beneficio de ventaja deportiva en la final: definía en condición de local y le alcanzaba con un empate para consagrarse campeón frente al ganador de la ronda de perdedores. En contraposición, este último debía vencer en dos oportunidades.

## Resultados

### Primera fase
| Primera fase            | Primera fase       | Primera fase       | Primera fase          |
| Equipo                  | Resultado          | Equipo             | Fecha                 |
| ----------------------- | ------------------ | ------------------ | --------------------- |
| River Plate             | 0:0 1:0            | Boca Juniors       | 03-07-1993 11-07-1993 |
| Vélez Sársfield         | 1:1 1:0            | Ferro Carril Oeste | 03-06-1993 04-07-1993 |
| Racing Club             | 2:1 3:2            | Independiente      | 26-06-1993 02-07-1993 |
| Platense                | 0:0 3:0            | Lanús              | 26-06-1993 04-07-1993 |
| Belgrano                | 1:1 1:1 (5:3 pen.) | Deportivo Mandiyú  | 26-06-1993 04-07-1993 |
| San Lorenzo             | 2:0 0:0            | Huracán            | 26-06-1993 04-07-1993 |
| Argentinos Juniors      | 1:0 0:0            | Deportivo Español  | 26-06-1993 04-07-1993 |
| Newell's Old Boys       | 2:0 1:0            | Rosario Central    | 27-06-1993 04-07-1993 |
| Gimnasia y Esgrima (LP) | 0:0 1:0            | Estudiantes (LP)   | 26-06-1993 04-07-1993 |

### Ronda de ganadores

#### Ganadores 1
| Ganadores 1             | Ganadores 1 | Ganadores 1       | Ganadores 1 |
| Equipo                  | Resultado   | Equipo            | Fecha       |
| ----------------------- | ----------- | ----------------- | ----------- |
| Racing Club             | 3:2         | Vélez Sársfield   | 11-07-1993  |
| Belgrano                | 2:0         | Platense          | 11-07-1993  |
| Argentinos Juniors      | 1:0         | San Lorenzo       | 11-07-1993  |
| Gimnasia y Esgrima (LP) | 1:0         | Newell's Old Boys | 11-07-1993  |
| River Plate             |             |                   |             |

#### Ganadores 2
| Ganadores 2             | Ganadores 2 | Ganadores 2        | Ganadores 2 |
| Equipo                  | Resultado   | Equipo             | Fecha       |
| ----------------------- | ----------- | ------------------ | ----------- |
| Gimnasia y Esgrima (LP) | 2:1         | Argentinos Juniors | 18-07-1993  |
| Racing Club             | 1:0         | River Plate        | 25-07-1993  |
| Belgrano                |             |                    |             |

#### Ganadores 3
| Ganadores 3             | Ganadores 3 | Ganadores 3 | Ganadores 3 |
| Equipo                  | Resultado   | Equipo      | Fecha       |
| ----------------------- | ----------- | ----------- | ----------- |
| Belgrano                | 3:2         | Racing Club | 01-08-1993  |
| Gimnasia y Esgrima (LP) |             |             |             |

#### Ganadores: Final
| Ganadores: Final        | Ganadores: Final | Ganadores: Final | Ganadores: Final |
| Equipo                  | Resultado        | Equipo           | Fecha            |
| ----------------------- | ---------------- | ---------------- | ---------------- |
| Gimnasia y Esgrima (LP) | 2:2 (4:3 pen.)   | Belgrano         | 07-08-1993       |

### Ronda de perdedores

#### Perdedores 1
| Perdedores 1      | Perdedores 1 | Perdedores 1       | Perdedores 1 |
| Equipo            | Resultado    | Equipo             | Fecha        |
| ----------------- | ------------ | ------------------ | ------------ |
| Independiente     | 3:0          | Ferro Carril Oeste | 11-07-1993   |
| Deportivo Mandiyú | 1:0          | Lanús              | 11-07-1993   |
| Deportivo Español | 2:1          | Huracán            | 11-07-1993   |
| Rosario Central   | 1:0          | Estudiantes (LP)   | 11-07-1993   |
| Boca Juniors      |              |                    |              |

#### Perdedores 2
| Perdedores 2      | Perdedores 2   | Perdedores 2      | Perdedores 2 |
| Equipo            | Resultado      | Equipo            | Fecha        |
| ----------------- | -------------- | ----------------- | ------------ |
| Independiente     | 1:0            | Platense          | 18-07-1993   |
| Deportivo Español | 2:1            | Newell's Old Boys | 18-07-1993   |
| San Lorenzo       | 0:0 (6:5 pen.) | Rosario Central   | 18-07-1993   |
| Boca Juniors      | 1:0            | Vélez Sarsfield   | 25-07-1993   |
| Deportivo Mandiyú |                |                   |              |

#### Perdedores 3
| Perdedores 3       | Perdedores 3 | Perdedores 3      | Perdedores 3 |
| Equipo             | Resultado    | Equipo            | Fecha        |
| ------------------ | ------------ | ----------------- | ------------ |
| Deportivo Español  | 1:0          | Deportivo Mandiyú | 25-07-1993   |
| Argentinos Juniors | 1:0          | Boca Juniors      | 01-08-1993   |
| River Plate        | 3:0          | Independiente     | 08-08-1993   |
| San Lorenzo        |              |                   |              |

#### Perdedores 4
| Perdedores 4       | Perdedores 4 | Perdedores 4      | Perdedores 4 |
| Equipo             | Resultado    | Equipo            | Fecha        |
| ------------------ | ------------ | ----------------- | ------------ |
| River Plate        | 3:2          | Deportivo Español | 14-08-1993   |
| San Lorenzo        | 2:1          | Racing Club       | 16-08-1993   |
| Argentinos Juniors |              |                   |              |

#### Perdedores 5
| Perdedores 5 | Perdedores 5 | Perdedores 5       | Perdedores 5 |
| Equipo       | Resultado    | Equipo             | Fecha        |
| ------------ | ------------ | ------------------ | ------------ |
| River Plate  | 2:1          | Argentinos Juniors | 27-08-1993   |
| San Lorenzo  |              |                    |              |

#### Perdedores 6
| Perdedores 6 | Perdedores 6 | Perdedores 6 | Perdedores 6 |
| Equipo       | Resultado    | Equipo       | Fecha        |
| ------------ | ------------ | ------------ | ------------ |
| River Plate  | 3:2          | San Lorenzo  | 21-12-1993   |

#### Perdedores: Final
| Perdedores: Final | Perdedores: Final | Perdedores: Final | Perdedores: Final |
| Equipo            | Resultado         | Equipo            | Fecha             |
| ----------------- | ----------------- | ----------------- | ----------------- |
| River Plate       | 2:1               | Belgrano          | 21-01-1994        |

### Final
| 30 de enero de 1994 | Gimnasia y Esgrima La Plata                       | 3:1 (1:0) | River Plate  | Juan Carmelo Zerillo, La Plata                               |                                                              |
|                     | Guerra 44' · Fernández 76' · Barros Schelotto 89' | Reporte   | 47' Villalba | Asistencia: 20.000 espectadores Árbitro(s): Javier Castrilli | Asistencia: 20.000 espectadores Árbitro(s): Javier Castrilli |